# Batalla de Sabaneta
La batalla de Sabaneta de Coro fue un enfrentamiento militar ocurrido el 30 de noviembre de 1810, en el contexto de las primeras etapas de la Guerra de Independencia de Venezuela, durante la Campaña de Coro, entre las fuerzas expedicionarias de la Junta Suprema de Caracas, conducidas por el marqués Francisco Rodríguez del Toro y las fuerzas leales a la Regencia de España conducidas por el Capitán General Fernando Miyares. Finalizó con una victoria de las primeras.

## Historia
El 28 de noviembre de 1810, en su asalto a la ciudad de Coro, el marqués Francisco Rodríguez del Toro había acorralado en la plaza de Armas a los últimos defensores justo cuando le llegaron informes de que el capitán general Fernando Miyares estaba en Sabaneta, procedente de Maracaibo, y temeroso de ser atrapado entre dos enemigos ordenó la retirada a las 19:00 horas. En la siguiente jornada, el gobernador de Coro, el brigadier José Ceballos, decidió no perseguirlo de inmediato.
El 30 de noviembre, se enfrenta a Miyares en Sabaneta, quien estaba con 600 infantes y 200 jinetes apoyados por 2 cañones y 1 pedrero o 1 cañón y 4 pedreros. El marqués estaba obligado a vencer, pues lo perseguía Ceballos y podía quedar rodeado por ambos, así que mandó organizar a su ejército en tres columnas y cargó contra las posiciones realistas en su camino. Miyares intentó resistir, pero en una hora sus fuerzas eran poco numerosas y debió retirarse pero antes logró capturar algunas mulas y soldados, enviándolos a Maracaibo y luego Puerto Rico. Los caraqueños consiguieron tomar un cañón y 5 pedreros. Los vencidos dejaron en el campo algunos muertos y heridos y 60 prisioneros. El ejército patriota llegó a Cuibita al día siguiente y a Dividive el 2 de diciembre, siempre acosado por guerrillas enemigas.